# Oxilus boulardi
Oxilus boulardi là một loài bọ cánh cứng trong họ Cerambycidae.